# Ramnulfovci
Ramnulfovci (uváděni často i pod názvem z Poitiers (nebo Poitou) byl původně franský rod, který získal svoje državy v oblasti dnešní západní a jihozápadní Francie v 9. století. Později získali dědičný titul akvitánských vévodů a vévodů z Gaskoně. Historicky nejstarší rodoví příslušníci prokazovali vesměs věrnost panovníkům z rodu Karlovců a ke Kapetovcům se jako ke svým panovníkům chovali odmítavě. Vzhledem k rozlehlosti jimi ovládaného území i relativní schopnosti se ubránit, se museli kapetovští panovníci smířit pouze s formální poctou ke své koruně ze strany akvitánských vévodů. Teprve v posledních generacích se vztahy urovnaly, ale vzhledem k vývoji událostí, že se Akvitánie po vymření mužské rodové linie dostala pod anglickou korunu, byl francouzský král Filip II. Augustus nucen vojensky zakročit a větší část území přešla pod francouzskou korunu, včetně Poitou.
Z vedlejší rodové větve založené Raimondem z Poitiers vzešla knížata z Antiochie a hrabata z Tripolisu, později v propojení s rodem Lusignanů získali i titul kyperských králů.
Významnou osobností rodu byla vévodkyně z Akvitánie a nejprve jako francouzská královna, později jako královna anglická Eleonora Akvitánská, kterou roku 1204 vymřela hlavní francouzská větev rodu Ramnulfovců (z Poitiers). Stejně tak byl zajímavým vladařem její děd Vilém IX. Akvitánský, který patřil ke kulturním osobnostem Okcitánie.
Posledním příslušníkem rodu Poitiers-Lusignan byl kyperský král Jakub III. Kyperský, který zemřel roku 1474 ve svém prvním roku života.
Počínaje Vilémem III. se někdy početní řada akvitánských vévodů tohoto jména počíná římskou I., jde však o označení hrabat Poitou (vévoda Vilémem III. = jako Vilém I., hrabě z Poitou).

## Historie rodu a osobnosti

### Akvitánie

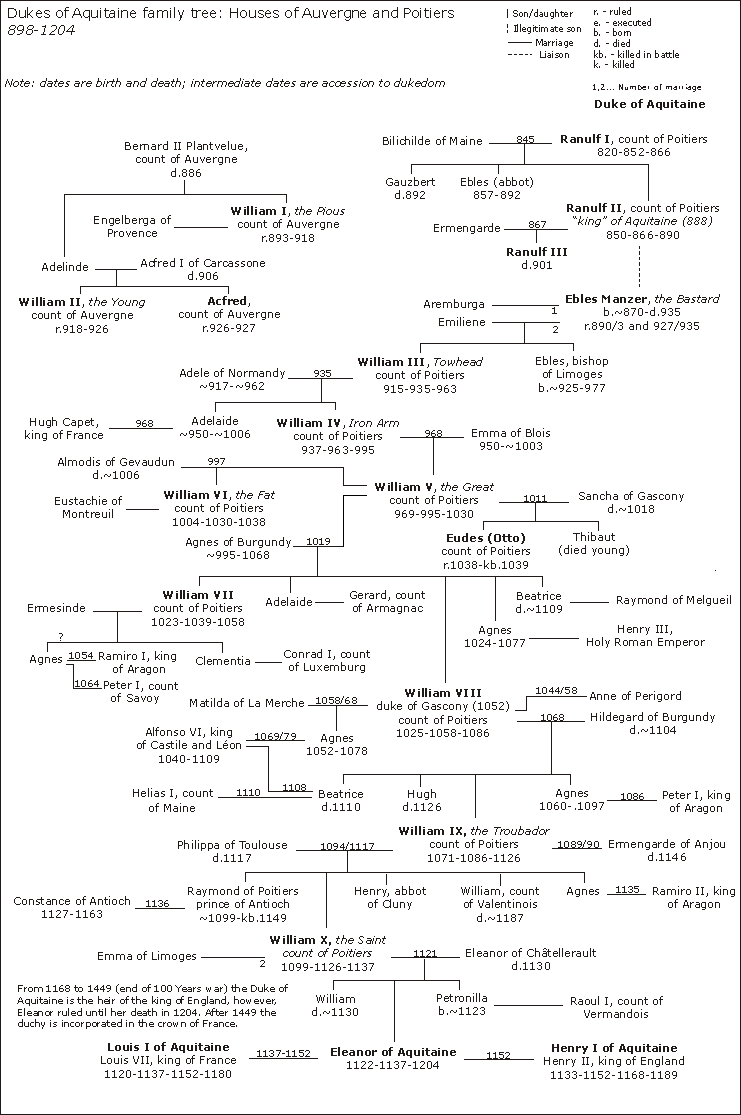
rodokmen Ramnulfovců, hrabat z Poitiers a vévodů akvitánských

Rok 1154: vévodství akvitánské jako součást Angevinské říše : Plantagentské statky a země náležející Eleoroře Akvitánské (jihozápadní Francie)

znak vévodství Akvitánie

Ramnulf (820 – 866) byl synem Geralda, hraběte z Auvergne a Rotrude, dcery Ludvíka I. Pobožného, císaře Franské říše. Gerald († 841) byl císařův věrný a cenný pomocník v boji proti akvitánskému králi Pipinu I. a jeho vazalům. Roku 839 obsadil Poitou a vyhnal odtud Emenona, který zachovával věrnost Pipinovi. Poitou získal do držení Ramnulf, nejpravděpodobněji však až po smrti Bernarda II. z Poitiers (bratra Emenona), který zemřel roku 844 v bitvě proti Lambertu II. z Nantes. a toto hrabství se stalo později rodovou doménou Ramnulfovců. Roku 852 mu byl udělen titul vévody akvitánského. Jeho manželkou se stala Bilichilde z Maine (r.845), vdova po Bernardu II. Ramnulf zemřel roku 866 v boji s Vikingy.
Ramnulf II. z Poitiers (850 – 5. srpen 890) získal hrabství Poitou až roku 877 po smrti císaře Franské říše Karla II. Holého, který toleroval fakt, že toto území obsadil Bernard z Gothie jako dřívější državu svého otce Bernarda II. z Poitiers. Teprve po smrti tohoto císaře roku 877 a vzhledem ke skutečnosti, že Bernard se postavil proti novému králi Západofranské říše Ludvíku II. Koktavému, obdržel Ramnulf II. Poitou. Titul vévody mu byl udělen až roku 887, ale hned příštího roku se, vzhledem ke složité situaci v říši, provolal králem Akvitánie. Ramnulf II. totiž odmítl uznat za svého nového západofranského krále Odu Pařížského z rodu Robertovců, což se mu stalo osudným, neboť ten ho roku 890 nechal otrávit. Byl ženatý s Ermengardou. Jejich vlastní syn Ramnulf III. z Poitiers zemřel roku 901 ještě jako dítě a jeho jediným potomkem se tak stal nelegitimní syn Ebalus.
Ebalus zv. Manzer (Bastard) (870–935) držel hrabství Poitou nejprve v letech 890 až 892, ale hrabství bylo obsazeno Adémarem, synem dřívějšího hraběte Emenona, který pro tento čin našel podporu u Odona Pařížského. Ebalus vyhledal azyl u Viléma z Auvergne, s jeho podporou získal vojensky Poitou až roku 902. O dva roky později se stal i hrabětem v Limousin, roku 927 zdědil i hrabství Auvergne a byl mu udělen titul vévody z Akvitánie podle vůle Acfreda, synovce Viléma I. Zbožného, vévody akvitánského od roku 909. Spory se západofranským králem Rudolfem Burgundským vedly k formálnímu záboru některých panství (Berry, La Marche, Auvergne). Ebalus byl dvakrát ženatý, z druhého manželství s Emiliennou měl dva syny.
Vilém III. (915 – 3. dubna 963). Po smrti otce (Ebalus) získal sice Poitou, ale ostatní državy včetně titulu vévody akvitánského mu byly odepřeny. Konflikt s Hugem Velikým, synem padlého krále Roberta, vedl k v letech 936 až 938 k obsazení Poitou. V roce 944 potvrdil západofranský král Ludvík IV. získané državy a titul vévody Akvitánie Raimundu Ponsovi, hraběti z Toulouse, ale po smrti tohoto (roku 950) Vilém III. obsadil Auvergne a roku 955 mu byl tento titul spolu s Limoges oficiálně potvrzen. Titul vévody akvitánského obdržel teprve roku 962. Robertovci se mezi léty 955–962 několikrát pokusili obsadit jím držené krajiny, ale neuspěli. Roku 962 odešel do kláštera Saint-Cyprien, kde i zemřel. Oženil se roku 935 s Adélou (původním jménem Gerloc) (†962) dcerou normandského vévody Rolla.
Vilém IV. (937 – 3. února 995) musel roku 979 čelit faktu, že západofranský král Lothar I. Francouzský udělil svému synu a budoucímu západofranskému králi Ludvíku V. Akvitánii v léno (jako království), avšak zemí vévodství se to nijak zvlášť nedotklo. Po vymření Karolingů se roku 987 postavil proti volbě svého švagra Hugo Kapeta západofranským (francouzským) králem. Následný vpád do Poitou ustál a udržel si faktickou nezávislost. Stejně tak se několikrát utkal s Geoffreyem, hrabětem z Anjou. V roce 968 pojal za manželku Emu z Blois, ale jejich vztah narušovala vévodova záliba v ženách. Několikrát od něj odešla, ale nakonec to byl Vilém IV., kdo se rozhodl k odchodu do soukromí, a to do kláštera Saint-Cyprien, později do kláštera Saint-Maixent, kde i roku 995 zemřel. Ema se ujala regentství za svého nezletilého syna až do své smrti v roce 1004.
Vilém V. (969 – 31. ledna 1030) měl přízvisko Veliký. Společně se svoji matkou (jako regentkou) získal v roce 993, kdy jeho otec odešel do kláštera, Akvitánii, oficiálně se stal vévodou o dva roky později po jeho smrti. Nepatřil k výrazným válečníkům, snažil se udržovat dobré vztahy s francouzskou korunou. Při potlačování vzpoury svého vazala Adalberta z La Marche zajal vdovu po tomto hraběti Almodu, kterou si vzal za ženu a došel tak s vazaly ke smíru. Roku 1006 utrpěl porážku od Normanů a roku 1020 od Fulka III. z Anjou, přesto jeho prestiž neutrpěla, protože po smrti císaře Svaté říše římské Jindřicha II. mu byla nabídnuta německá koruna, ale odmítl a ve volbě uspěl Konrád II. Sálský. Konrádův syn Jindřich III. si později vzal za manželku Vilémovu dceru z třetího manželství známou jako Anežka z Poitou. Podporoval umění i církev, jako hluboce věřící navštívil několikrát Svatou zemi, udržoval písemné i osobní vztahy s mnohými evropskými panovníky, podporoval ve své zemi vzestup kultury. Po smrti Almody si vzal za manželku Sanchu Priscu, dceru Viléma Sancheze, vévody gaskoňského (†996). Třetí a poslední manželkou mu byla Anežka Burgundská (†1068), dcera Oto Viléma, hraběte burgundského. Na konci života abdikoval ve prospěch svého nejstaršího syna a odešel do ústraní kláštera, byl otcem čtyř po sobě jdoucích akvitánských vévodů.
Anežka z Poitou (1025 – 14. prosinec 1077 v Římě) patřila k nepřehlédnutelným osobnostem 11. století. Patřila za vzdělanou a zbožnou ženu, její vztah s jejím manželem Jindřichem III., panovníka Římsko-německá říše byl údajně harmonický. Po jeho smrti roku 1056 se stala regentkou za svého nezletilého syna a budoucího císaře Jindřicha IV. až do palácového převratu roku 1062.
Vilém VI. Tlustý (1004 – 15. prosince 1038) měl od počátku stiženou vládu, jeho macecha Anežka Burgundská se podruhé roku 1032 provdala za Geoffroye II. z Anjou a odstěhovala se i s vlastními dětmi k tomuto hraběti, který pod jejím vlivem roku následujícího zahájil s vévodou válku. Vilém byl v roce 1034 poražen a tři roky držen v zajetí. Propuštěn byl až za územní ústupky, ale ihned zahájil novou válku, ovšem již roku 1038 zemřel. Manželství bylo bezdětné.
Odo (1012 – 10. března 1039) byl polovičním bratrem Viléma VI., jeho matkou byla Sancha Prisca, dcera gaskoňského vévody Viléma Sancheze. Když roku 1032 zemřel její bratr Sancho VI. Vilém bez dědiců, byl na vévodský stolec povolán právě Odo, jeho synovec. Musel však čelit nárokům Berengara z Angoulême, který se těšil podpoře barcelonského hraběte Berengara Ramona († 1036). Když se dozvěděl o smrti bratra Viléma VI., odešel do Akvitánie hájit toto dědičné území proti Geoffroyovi II. z Anjou a nárokům jeho nevlastní matky Anežky Burgundské, ale již následujícího roku 10. března zemřel při obléhání hradu Mauzé.
Vilém VII. zvaný Orel (1023 – 1058), křtěný jako Petr, byl nejstarším synem Viléma V. a Anežky Burgundské. S podporou hraběte z Anjou Geoffroye II. a úsilím svojí matky, se po porážce a smrti nevlastního bratra roku 1039 stal hrabětem z Poitou a vévodou z Akvitánie. Když došlo k rozchodu mezi jeho matkou a Geoffroyem II. z Anjou (nejpozději 1052), požadoval Vilém VII. navrácení propůjčených lén anjouvskému hraběti, což vyvolalo dalšího roku válku. Zemřel roku 1058 na úplavici při obléhání hradu Saumur. Měl manželku jménem Ermesinda, pravděpodobně z rodu Wigerlichovců.
Vilém VIII. (1025 – 25. září 1086), mladší bratr předcházejícího, získal roku 1052 titul gaskoňského vévody, a to po porážce Bernarda II. z Armagnacu, který byl nucen titul odprodat, ale území stále plně neovládal. Po smrti staršího bratra získal Akvitánii. Roku 1060 vznesl nárok na vévodství akvitánské Vilém IV., hrabě z Toulouse. Napadl Bordeaux, ale odvetou vévoda akvitánský vyplenil Toulouse. Následujícího roku porazil Geoffroye III. z Anjou a obsadil Saintonge, které bylo předmětem dlouhodobých sporů. Roku 1063 definitivně zlomil odpor Gaskoňsků. Byl třikrát ženat, první dvě manželství byla rozvedena, ve třetím se mu narodil jediný syn Vilém.
Vilém IX. Trubabúr (22. října 1071 – 10. února 1126), syn předcházejícího, proslul především jako významný a i jako jeden z prvních trubadúrů, tedy středověkých umělců francouzského jihu opěvující veršem ženskou krásu. Stejně tak měli k tomuto pohlaví vstřícný vztah, což vedlo k rozvodu minimálně jeho druhého manželství (s Filipou z Toulouse). Protože jeho druhá manželka Filipa z Toulouse si nárokovala hrabství toulouské, podnikl Vilém IX. roku 1198 přepad a obsazení tohoto hrabství, kdy využil nepřítomnosti hraběte Viléma IV. z Toulouse, který se účastnil první křížové výpravy. Za tento čin mu hrozila církevní exkomunikace, proto se roku 1101 připojil k poměrně nevýrazné a neúspěšné výpravě do Svaté země a nároků na Toulouse se vzdal, byť za značnou sumu. Ovšem roku 1113 ho znovu obsadil a držel 10 let. Během své vlády válčil s Fulkem IV. z Anjou i rodem Lusignanů. Jeho starší syn Vilém byl posledním mužským potomkem rodu v Akvitánii, druhý syn Raimond vládl v knížectví Antiochie. Údajně nemanželský syn Vilém pak založil rodovou větev Poitiers-Valentinois, ke kterému patřila i Diana de Poitiers, milenka francouzského krále Jindřicha II. . Ovšem vzájemná návaznost obou rodů je sporná.
Vilém X. (1099 – 9. dubna 1137), vévoda akvitánský a gaskoňský, hrabě z Poitou od 1126, syn předcházejícího. I on měl potíže s rebelujícími vazaly (např. Lusignanů a Isembert ze Châtelaillonu), roku 1136 pomohl Geoffroyovi V. z Anjou v jeho snaze o nadvládu normanského vévodství. Na základě intervence Bernarda z Clairvaux přestal podporovat vzdoropapeže Anakleta II. oproti papeži Inocenci II. Jeho jediný syn z manželství s Eleonorou ze Châtelleraultu Vilém zemřel před rokem 1137, tedy v ještě dětském věku a dědičkou rozsáhlého panství se stala starší dcera Eleonora, kterou svěřil do výchovy francouzského krále Ludvíka VI. Zemřel 9. dubna 1137 na pouti do Santiaga de Compostela.
Eleonora Akvitánská (1122? – 1. dubna 1204) se v souladu s posledním přáním svého otce stala ženou následníka francouzského trůnu Ludvíka VII., který se krátce po svatbě stal francouzským králem. Patřila mezi nejbohatší evropské dědičky své doby a pro francouzskou korunu to znamenalo i kontrolu a zisk území na jihozápadě Francie. Po rozvodu královského páru roku 1152 se Eleanor provdala podruhé, a to za o jedenáct let mladšího vévodu z Normandie, hraběte z Anjou a pozdějšího anglického krále Jindřicha II. Plantageneta. Tím se její panství dostala do částečného područí anglické koruny, byť formálně museli angličtí králové skládat za tato území lenní slib francouzskému králi.

Přežila tři ze svých čtyř dospělých synů, dožila se i fatální porážky svého syna anglického krále Jana Bezzemka, který ve válce s francouzským králem Filipem II. Augustem přišel nejprve o dědictví po otci, v dalších válkách téměř o celou Akvitánii. Ale to už rod Ramnulfovců smrtí vévodkyně a královny Eleonory v Evropě vymřel.

### Levanta
(dynastie Ramnulfovců v křižáckých státech na Blízkém východě)

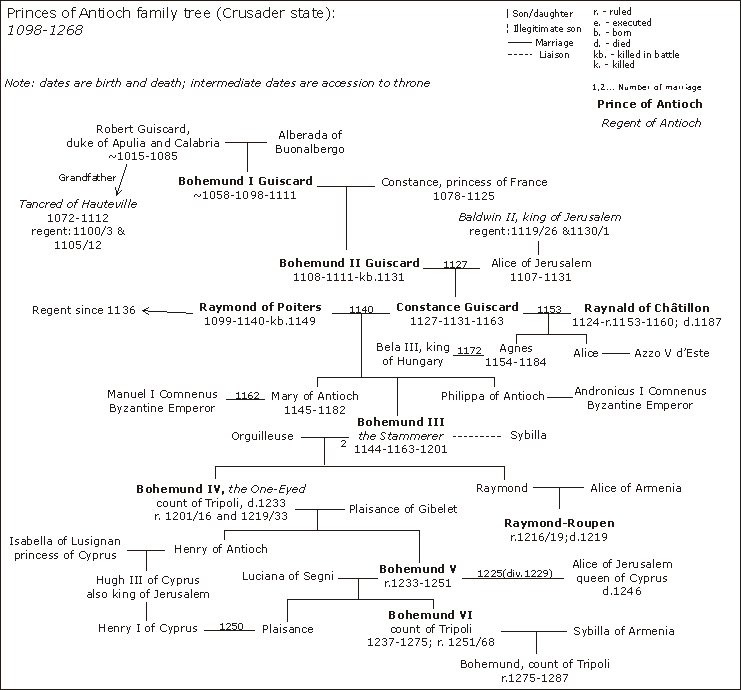
rodokmen rodu z Poitiers, knížat z Antiochie a hrabat z Tripolisu

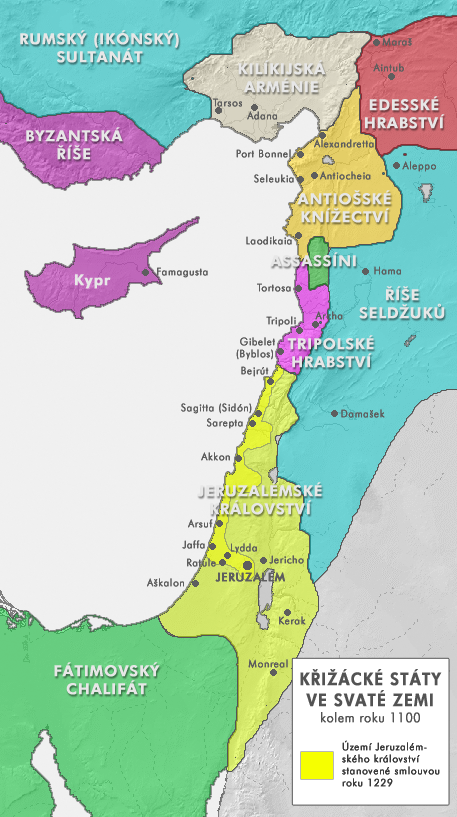
křižácké státy v Levantě na počátku 12. století

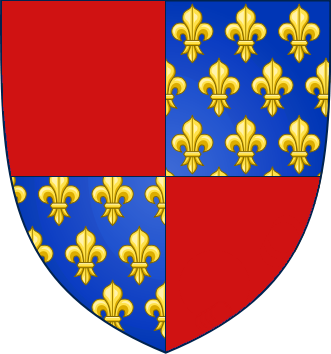
Erb knížete Bohemunda VI. z Antiochie

znak Tripolského hrabství

Raimond z Poitiers (1108? – 29. června 1149) byl jistě synem Viléma IX. z Akvitánie, ale zda Filipa z Toulouse byla jeho matkou už tak jisté není. Jeho mocenský vzestup nastal nabídkou nového jeruzalémského krále Fulka z Anjou, aby se stal knížetem z Antiochie na základě sňatku s dědičkou tohoto křižáckého státu, což by značně omezilo moc její matky a regentky Alice, manželky zesnulého knížete Bohemunda II. Antiochijského a zároveň dcery Balduina II., dřívějšího krále jeruzalémského. Protože datum narození Raimonda je nejistý, mohlo mu být mezi 22 až 37 léty, mladičké princezně Konstancii sotva deset roků. Tento sňatek byl tajnou dohodou mezi králem a budoucím knížetem a komplotem proti Alici, která tak fakticky ztratila politickou moc. Stalo se tak roku 1136.

Nevyhnul se však jiným sporům, kdy byl například nucen složit lenní slib byzantskému císaři Janu II., dostal se do sporu s patriarchou v Antiochii a nakonec čelil i podezření z incestu se svojí neteří Eleonorou Akvitánskou, tehdy manželkou francouzského krále Ludvíka VII., když se společně s ním zúčastnila druhé křížové výpravy. Po neúspěchu tohoto podniku zaútočil mocný sultán Núr ad-Dín na křižácké státy a Raimond padl se všemi svými vojáky v bitvě u Fons Murez.
Bohemund III. z Antiochie (1144–1201) se úmrtím otce nestal novým knížetem Antiochie, protože plnou moc na sebe strhla jeho matka Konstancie. Ve stejném roce vstoupil do služeb kněžny evropský rytíř Renaud ze Châtillonu, kterého si roku 1153 tajně vzala. Renaud převzal moc nad knížectvím a v krátké době si svými zločinnými činy znepřátelil byzantského císaře, jeruzalémského krále i muslimské vladaře. Když roku 1160 upadl do muslimského zajetí, nejevil nikdo zájem o jeho vykoupení, takže v něm zůstal 16 let. Ani tehdy však nebyl Bohemund připuštěn svojí matkou k moci. Nakonec za pomoci místní šlechty byla roku 1163 Konstancie vyhnána z města a téhož roku zemřela.
Ovšem již následujícího roku upadl Bohemund do muslimského zajetí, avšak byl Núr ad-Dínem propuštěn, nebylo totiž v jeho zájmu vyvolat konflikt se švagrem knížete – byzantským císařem Manuelem I., kterému byl mladý kníže po svém propuštění nucen složit lenní hold. Jeho dlouhodobým cenným spojencem byl Raimond III., hrabě z Tripolisu a také baron Balian z Ibelinu, kteří stáli v čele umírněné dvorské kliky mladého jeruzalemského krále Balduina IV., kdy Raimund z Tripolisu dlouhý čas zastával i úřad regenta království. Mladý král však trpěl leprou a proto se mu nepředvídala dlouhá vláda. Když se po smrti Balduina IV. a jeho mladičkého synovce Balduina V. dostal k moci Guy de Lusignan jako spoluvládce královny Sibyly, představitel bojovně naladěných a z Evropy přicházejících rytířů, ocitlo se Jeruzalémské království na pokraji katastrofy, když roku 1187 po drtivé porážce u Hattínu od vojsk sultána Saladina ztratilo téměř celé území tohoto křesťanského království v Levantě, včetně hlavního města Jerusaléma.
Bohemund III. zachoval v této válce oficiálně neutralitu, i tak byl formálně leníkem byzantského císaře. Jeho syn Raimond se bitvy zúčastnil po boku Raimonda III. z Tripolisu a jejich vojsko jako jediné uniklo zkáze. Po smrti tripolského hraběte získal toto panství právě Raimond (vládl v Tripolisu 1187–1189 jako Raimond IV. z Tripolisu), avšak na naléhání otce se hrabství vzdal ve prospěch mladšího bratra Bohemunda.
Další osud knížectví i rodu stál v ohrožení, když roku 1194 vlákal arménský král Leon II. Bohemunda III. do pasti, zajal jej a pak se pokusil obsadit Antiochii. Přes počáteční úspěchy však byli Arméni nakonec z knížectví vyhnáni zásluhou místní šlechty, byzantské posádky a Raimonda, syna Bohemunda III., který byl dočasně jmenován regentem. K propuštění knížete přispěl i sňatek mezi arménskou princeznou Alicí z Toronu a Raimondem († 1199). Měli spolu syna Raimonda-Roupena, který po smrti děda Bohemunda III. našel azylu v arménské Kilákii, protože vlády se v Antiochii ujal jeho strýc Bohemund z Tripolisu.
Smrtí Bohemunda III. († 1201) nastaly dlouhodobé spory o vládu v Antiochii mezi mladším synem zemřelého knížete Bohemundem z Tripolisu (od 1189) a stoupenci Raimonda-Roupena, který byl synem Raimonda († 1199), staršího syna Bohemunda III., kdy Raimond-Roupen se těšil především podpoře církve i arménského krále. Ale jeho strýc Bohemund získal moc v antiochském knížectví ještě za života svého otce a po jeho smrti roku se prohlásil Bohemundem IV., knížetem z Antiochie.
Bohemund IV. vládl ve stálém sporu s církví, byl i roku 1230 exkomunikován za utlačování rytířského řádu johanitů a patriarcha z Antiochie využil nálad místní šlechty a dosadil roku 1216 na knížecí stolec v Antiochii jeho synovce Raimonda-Roupena, který byl však Bohemundem IV. poražen roku 1219 a ten buď našel smrt na bojišti, nebo později ve vězení.
Starší syn Bohemunda IV. Raimond byl roku 1213 zavražděn, takže jeho nástupcem se stal druhorozený Bohemund. Další z jeho synů Filip se roku 1222 stal manželem arménské královny Isabely, ale již příštího roku proti němu vznikla vzpoura, byl uvězněn a ve vězení počátkem následujícího roku otráven. Nejmladší syn Jindřich se oženil s kyperskou princeznou Isabellou a jejich syn Hugo se později stal kyperským králem Hugem III., ale přijal příjmení po matce, proto je tato rodová linie Poitiers-Lusignan součástí pokračování rodu Lusignanů.
Bohemund III. byl dvakrát ženat, prvně s Plaisancí z Gibeletu, podruhé s jeruzalémskou princeznou Melisandrou z Lusignanu. Z tohoto manželství měl tři dcery, kdy nejvýznamnější byla nejmladší Marie, uchazečka o jeruzalémský královský trůn, která však svá práva prodala sicilskému královi Karlovi z Anjou.
Bohemund V. nastoupil vládu v Antiochii a Tripolisu po smrti svého otce roku 1233. Ještě za jeho života (1225) se oženil s vdovou po kyperském králi Hugovi Alicí ze Champagne, ale bezdětné manželství bylo po dvou letech rozvedeno. Znovu se oženil roku 1235 s italskou šlechtičnou a dcerou hraběte Luciennou di Caccamo-Segnim, neteří papeže Inocence III.
Již v říjnu 1233 podpořil řádové rytíře templářů a johanitů proti městskému muslimskému městu Hamá, podobně pak pomáhal templářům roku 1236 při udržení pevnosti a města Bagras (někdy Pagras, templáři ho překřtili na Gaston) proti Aleppu. Vůči johanitům, stejně jako jeho otec, pociťoval averzi a podobně to platilo i o Arménském království. Ovšem i díky činům jeho předchůdce, kdy se Bohemund IV. pro udržení nezávislosti dostával do stále větší izolace a důležitost knížectví upadala, údajně trávil Bohemund V. více času v Tripolisu než Antiochii, kde se na četná místa k nelibosti starousedlíků dostali římští příbuzní kněžny Lucienny. I ta po smrti manžela roku 1252 přesídlila (nebo zůstala) do Tripolisu a Antiochii ovládala klika jejích příbuzných.
Bohemund VI. měl v době smrti otce patnáct let, takže regentství se ujala jeho matka. V prosinci 1252 se osobně ujal vlády. I díky smíru s Arménií, který sjednal již Bohemund V. krátce před svou smrtí, byl sjednán sňatek mezi Bohemundem VI. a Sibylou, dcerou Hethuma I., arménského krále.

Upřednostnění Benátčanů před Janovany v obchodní sféře vedlo roku 1258 k otevřené vzpouře původně janovského rodu Embriaců usazeného v panství Gibelet od roku 1109. Spor se protáhl na desetiletí, vedl k občanské válce a střídavému spojenectví mocenských klik uvnitř Tripolské hrabství, což nakonec vedlo i k jeho zkáze. Počátek konfliktu vznikl mezi oběma obchodními republikami o dva roky dříve, neustál ani po křehkém příměří a smlouvě z Ninfeo roku 1261, teprve roku 1270 se dalo mluvit o míru. To se ovšem netýkalo Tripolské hrabství.
Důležitým mezníkem ve vládě Bohemunda VI. se stal jeho příklon k arménskému království, kde vládl jeho tchán Hethum. Ten již od roku 1247 vyjednával s Mongoly o spojenectví a na jeho popud roku 1260 i Bohemund VI. složil některému chánovi těchto stepních nomádů a bojovníků vazalský slib. Obojí mělo vést k ochraně před muslimskými nepřáteli a zároveň zabránit invazi Mongolů do křesťanských států. Stejného roku se proto oba (Hethum i Bohemund VI.) zúčastnili dobývání Aleppa a Damašku. Ale dosavadní nesporné úspěchy Mongolů skončily v září téhož roku v bitvě u Ajn Džálútu, kdy velitel egyptských mamlúků i spojeneckých muslimů Bajbars zabránil Mongolům v invazi do Egypta. Tím však muslimský velitel neskončil, toužil dát křesťanům, kteří se spolčili s jeho nepřáteli, lekci. Veškeré vyjednávání s oběma panovníky odmítl a roku 1266 drtivě porazil arménskou armádu a zpustošil jejich království. Stalo se to i proto, že Mongolové byli k volání pomoci od svých vazalů vlažni a jejich dlouhodobý spojenec chán Hülegü zemřel v únoru 1265. I když si Bohemund VI. vyplatil mír na muslimských velitelích, Bajbarse tím spíš popudil a ten se počátkem května 1268 objevil před dobře chráněným Tripolisem. Pokračoval tedy dál na sever do Antiochie a 18. května, po pouhých čtyřech dnech obléhání, město dobyl, obyvatelstvo bylo zmasakrováno nebo prodáno do otroctví. Tímto dnem skončila pro Bohemunda VI. faktická vláda nad Antiochií, nyní byl jen tripolský hrabě. Tripolis se stalo cílem Bajbarse roku 1271 a přes počáteční odmítání nabídky míru či příměří od Bohemunda nakonec svolil, snad pro blížící se vojsko anglického prince Edwarda. Tento nakonec na jaře 1272 dojednal s Bajbarsem desetileté příměří, které zahrnovalo i křesťanské státy, včetně Tripolského hrabství. Bohemund VI. skonal roku 1275.
Bohemund VII. (1261 – 1287) prožil část mládí na královském arménském dvoře u svého strýce a než dosáhl plnoletosti, regentství za něj vykonávala jeho matka Sibyla. Roku 1277 se vrátil do Tripolisu a uzavřel mír s Kalavunem, mamlúckým sultánem. Avšak jeho další kroky vedly uvnitř Tripolského hrabství jen k další destabilizaci. Obchodním zvýhodněním Benátčanů popudil Janovany, vyvolal tím další válku s rodem Embriaců a nově si znepřátelil templáře, což byli tradiční spojenci jeho předchůdců. Právě spory s nimi a střídavé úspěchy na obou stranách ještě více rozvraceli snadno zranitelné hrabství. Jeho obecná neoblíbenost stoupla ještě víc, když se v lednu 1282 vypořádal s rodem Embriaců tak, že všechny tři zajaté bratry nechal zahrabat až po krk do písku a tím je vystavil obzvláště kruté smrti. Ale ani nová koalice nepřátel nedokázala hraběte porazit, právě naopak, Bohemundovi se podařilo téhož roku získat kontrolu nad hlavním panstvím Embraiů – Gibeletem a tím dočasně ukončit letité spory v hrabství.

Roku 1278 se oženil s Margaretou z Akkonu († 1328), ale manželství zůstalo bezdětné.
Lucie, sestra Bohemunda VII. byla poslední panovnicí Tripolského hrabství. Do Tripolisu připlula na jaře roku 1288. I když zaujímala podobné postoje jako její zesnulý bratr, podařilo se jí se znepřátelenými Janovany uzavřít dohodu a uznala jejich výsady, i když to v podstatě znamenalo obchodní závislost na Janovu. To popudilo Benátčany a Pisany, kteří povolali na pomoc mamlúckého sultána Kalavuna. Ten Tripolis dobyl 26. dubna 1289, což byl faktický zánik Tripolského hrabství.
Poslední křižáckou baštou v Levantě bylo město Akkon (nebo Acre či Saint-Jean d'Acre) držené templáři. Muslimové ho dobyli 28. května 1291. Tím bylo panství Evropanů na Blízkém východě po téměř 200 letech ukončeno.
Smrtí Bohemunda VII. a jeho sestry Lucie vymřel rod Ramnulfovců (z Poitiers) po meči i po přeslici, pokud není brána v úvahu královská větev na Kypru, která přijala predikát Lusignanů.

## Rodokmen

### dynastie vAkvitánii
| A1 Ramnulf, (820–866),syn Geralda z Auvergne (†841) a Rotrude, dcery Ludvíka I. Pobožného, hrabě z Poitou (od 839 a vévoda akvitánský (od 852) ∞ 845 Bilichilde z Maine B1 Ramnulf II. z Poitiers (850 – 5. srpen 890) ∞ Ermengarda C1 (manželský) Ramnulf III. († 901) C2 (nelegitimní) Ebalus Manzer (Bastard), (870–935), 890–892 a od 902 hrabě Poitou, od 927 vévoda akvitánský ∞ 1.m Aremburga, 2.m 911 Emilienne D1 Vilém III. (915 – 3. dubna 963), hrabě Poitou od 935, hrabě Auvergne a Limoges od 955, od 962 vévoda akvitánský ∞ Adéla († 962), dcera normandského vévody Rolla E1 Vilém IV. (937 – 3. února 993) F1 Vilém V. (969 – 31. ledna 1030), od 993 vév. akvitánský a hr. z Poitou, ∞ 1.m: (997) Almoda z Limoges (†1009), 2.m: (1011) Sancha Prisca Gaskoňská (†1018), 3.m: (1019) Anežka Burgundská (†1068) G1 [1.m] Vilém VI. (1004 – 15. prosince 1038), vév. akvitánský a hr. z Poitou od 1030 ∞ Eustachie de Montreuil G2 [2.m] Odo (1012 – 10. března 1039), od 1032 vévoda gaskoňský, od prosince 1038 hrabě z Poitou a vévoda z Akvitánie G3 [2.m] Thibaut († v mládí) G4 [2.m?] Adéla ∞ Geraud Armagnac G5 [3.m] Vilém VII. (Petr – Vilém) (1023–1058) ∞ Ermesinda H1 Klementina Akvitánská (1060 – 4. ledna 1142) ∞ 1.m: Konráda I. Lucemburského, 2.m: Gerard I. z Guelders H2 Anežka Akvitánská ∞ 1.m: (1054) Ramiro I. Aragonský, 2.m: Petr I. Savojský G6 [3.m] Vilém VIII. (Guy či Godfried – Vilém) (1025? – 25. září 1086) vév. gaskoňský 1052, vév. akvitánský 1058 ∞ 1.m: 1044 Anna z Périgordu (rozv. 1058),2.m: 1059 Matilda de la Marche (rozv. 1068), 3.m: 1104 Hildegarda Burgundská H1 [2.m] Agnes (1052–1078) ∞ 1069 Alfons VI. Kastilský (†1109) H2 [3.m] Vilém IX. (1071–1126) I1 [2.m] Vilém X. (1099–1137) ∞ 1.m: 1121 Eleonora ze Châtelleraultu († 1130), 2.m: Emma z Limoges J1 [1.m] Eleonora Akvitánská (1122? – 1. dubna 1204), vévodkyně akvitánská a gaskoňská, hraběnka z Poitou (od 1137) ∞ 1.m: 1137 (rozv. 1152) Ludvík VII. Francouzský , 2.m: 1152 Jindřich II. Plantagenet J1 [1.m] Petronila Akvitánská ∞ 1142 Rudolf I. z Vermandois J1 [1.m] Vilém († před 1137) I2 [2.m] Anežka Akvitánská (1105–1159) ∞ 1m: (1117) Amaury V., vikomt z Thouars († 1127). 2m: (1135) Ramiro II. Aragonský († 1157), král aragonský od 1134, od 1137 regentem království Ramon Berenguer IV. Barcelonský I3 [2.m] Raimond z Poitiers (1108? – 29. června 1149), kníže Antiochie – viz níže I4[nem.] Jindřich. opat z Cluny I4[nem.] Vilém († 1189), hrabě z Valentinois, obecně avšak sporně uznávaný za zakladatele rodu Poitiers-Valentinois. I5[nem.] Adéla ∞ Raoul de Faye H3 [3.m] Hugo († 1126) H4 [3.m] Agnes ∞ 1086 Petr I. Aragonský H4 [3.m] Beatrix ∞ 1108 Alfons VI. Kastilský (†1109) G7 [3.m] Anežka z Poitou ∞ 1043 německý král a císař Jindřich III. († 1056) G8 [3.m] Beatrix ∞ Raimon de Melgueil F2 Ebalus (před rokem † 997) E2 Adéla (952–1004) ∞ 970 Hugo Kapet (941–996), od 987 francouzský král D2 Ebalus, biskup v Limoges B2 Gauzbert, † 892 B3 Ebalus (857–892), opat v Saint-Denis |

### dynastie vLevantě
(Křižácké státy)
| A1 Raimond z Poitiers (1108? – 29. června 1149), od 1136 kníže Antiochie ∞ 1136 Konstancie, kněžna z Antiochie B1 Bohemund III. z Antiochie (1144–1201), kníže z Antiochie od 1163 ∞ 1.m 1070 Orguilleusa z Harencu (roz. 1075), 2.m Theodora Komnena, neteř byzant. cís. Manuela Komnéna (roz. 1080), 3.m Sibyla, 4.m Isabela C1 [1.m] Raimond IV. z Tripolisu († 1199), hrabě z Tripolisu(1187–1189), princ z Antiochie a regent v l. 1193–1194 ∞ Alice z Arménie (*1182 – † po r. 1234) D1 Raimond-Roupen (1199–1221), kníže Antiochie 1216–1219 ∞ Helvis z Lusignanu (1190–1219), princezna kyperská E1 Marie, paní z Toronu (1215–1257?) ∞ 1240 Philippe de Montfort, pán z Tyru († 1270 – zavražděn assassíny) E2 Eschive (1216?–1262) ∞ Hethum, pán z Lampronu C2 [1.m] Bohemund IV. z Antiochie Jednooký (1172–1233), hr. z Tripolisu od 1189, kníže Antiochie 1201–1216 a od 1219 ∞ 1.m. 1198 Plaisance z Gibletu (+1217), 2.m. cca 1200 Melisanda z Lusignanu, princezna jeruzalemská (1200–1249) D1 [1.m] Raimond († 1213 – zavražděn) D2 [1.m] Bohemund V. (1199–1252), kníže Antiochie a hrabě z Tripolisu (od 1233) ∞ 1.m (1225–1227) Alice ze Champagne, 2.m 1235 Lucienna di Caccamo-Segnim E1 [2.m] Plaisance (1236–1261) ∞ 1.m. 1250 Jindřich I. Kyperský († 1253), 2.m. 1254 Balian z Ibelinu, lord v Arsuru (* 1239, † 1277), manželství anulováno 1258 E2 [2.m] Bohemund VI. (1237–1275) ∞ 1254Sibyla († 1290), dcera arménského krále Hethuma I. F1 Bohemund VII. (1261–1287) (jako nominální kníže Antiochie od 1275, hrabě z Tripolisu F2 Isabela F3 Lucie († 1299) ∞ cca 1275 Narjot de Toucy († 1293), hraběnka Tripolisu (1287–1289) F4 Marie († před rokem 1280) D3 [1.m] Filip († 1226 – zavražděn ve vězení), (1222–1224) arménský král jako 1. manžel arménské královny Isabely (vládla 1219–1252) D4 [1.m] Jindřich († 1276) ∞ 1233 Isabela z Lusignanu, dcera kyperského krále Huga I., jejich potomci používali přídomek z Lusignanu D5 [2.m] Orgueilleuse (zemřela mladá, neprovdána) D6 [2.m] Helvis (zemřela neprovdána) D7 [2.m] Marie († 1307), uchazečka o jeruzalémský trůn C3 [2.m] Konstancie (zemřela mladá) C4 [2.m] Manuel (1176–1211) C5 [3.m] Alix ∞ 1204 Guy, pán z Gibletu C6 [3.m] Vilém C7 [4.m] Bohemund, pán v Boutronu, († 1244) B2 Marie Antiochijská (* 1145; † 27. srpna 1183) ∞ 1161 Manuel I. Komnenos, 1143 – 1180 byzantský císař B3 Filipa (1147 – 1178) ∞ Humphrey, pán v Toronu (+1179) B3 Balduin z Antiochie († 1178) |